# Cleveland Heights
Cleveland Heights város az USA Ohio államában, Cuyahoga megyében. Lakosainak száma 45 312 fő (2020. április 1.).

## Népesség
A település népességének változása:
| Lakosok száma | 2955 | 46 121 | 45 312 |
|               | 1910 | 2010   | 2020   |